# Jacques Roumain

Jacques Roumain

Jacques Roumain (n. 4 iunie 1907 – d. 18 august 1944) a fost un celebru scriitor și politician comunist haitian. Deși, cu o reputație proastă în lumea anglofonă, în Europa Roumain a fost bine văzut, iar în Caraibe și-n America Latină era faimos. Marele poet afro-american, Langston Hughes, a tradus în limba engleză câteva din lucrările lui Roumain, printre care și Gouverneurs de la Rosée (Maeștri de rouă).